# Beleymas
Beleymas est une commune française située dans le département de la Dordogne, en région Nouvelle-Aquitaine.

## Géographie

### Généralités
La commune, traversée par le 45e parallèle nord, est de ce fait située à égale distance du pôle Nord et de l'équateur terrestre (environ 5 000 km).
Dans la moitié sud du département de la Dordogne, dans le Landais, la commune de Beleymas est baignée par la Crempse qui borde en partie le territoire communal. Elle fait partie de l'aire d'attraction de Bergerac, 
Traversé par la route départementale (RD) 4, le petit bourg de Beleymas est situé, en distances orthodromiques, douze kilomètres au sud-est de Mussidan, et seize kilomètres au nord de Bergerac.
La commune est également desservie par la RD 38.
Au nord-est, entre Villamblard et Montagnac-la-Crempse, le GR 361 traverse le territoire communal sur environ un kilomètre et demi (sur des cartes plus anciennes, c'était un tronçon du GR 654).

### Communes limitrophes
Beleymas est limitrophe de six autres communes.
| Issac                | Saint-Hilaire-d'Estissac | Villamblard          |
| Église-Neuve-d'Issac | Beleymas                 | Montagnac-la-Crempse |
|                      | Eyraud-Crempse-Maurens   |                      |

### Géologie et relief

#### Géologie
Situé sur la plaque nord du Bassin aquitain et bordé à son extrémité nord-est par une frange du Massif central, le département de la Dordogne présente une grande diversité géologique. Les terrains sont disposés en profondeur en strates régulières, témoins d'une sédimentation sur cette ancienne plate-forme marine. Le département peut ainsi être découpé sur le plan géologique en quatre gradins différenciés selon leur âge géologique. Beleymas est située dans le troisième gradin à partir du nord-est, un plateau formé de calcaires hétérogènes du Crétacé.
Les couches affleurantes sur le territoire communal sont constituées de formations superficielles du Quaternaire et de roches sédimentaires datant pour certaines du Cénozoïque, et pour d'autres du Mésozoïque. La formation la plus ancienne, notée c5c, date du Campanien 3, une alternance de marnes à glauconie et de calcaires crayo-marneux jaunâtres. La formation la plus récente, notée CFp, fait partie des formations superficielles de type colluvions indifférenciées de versant, de vallon et plateaux issues d'alluvions, molasses, altérites. Le descriptif de ces couches est détaillé dans  les feuilles « no 782 - Mussidan » et « no 806 - Bergerac » de la carte géologique au 1/50 000 de la France métropolitaine, et leurs notices associées,.

Carte géologique de Beleymas.

#### Relief et paysages
Le département de la Dordogne se présente comme un vaste plateau incliné du nord-est (491 m, à la forêt de Vieillecour dans le Nontronnais, à Saint-Pierre-de-Frugie) au sud-ouest (2 m à Lamothe-Montravel). L'altitude du territoire communal varie quant à elle entre 79 m à l'extrême nord, là où la Crempse quitte la commune et sert de limite entre celles d'Issac et de Saint-Hilaire-d'Estissac, et 194 m au sud-sud-ouest du bourg, au niveau du château d'eau situé entre l'Homme Mort et les Roquettes,.
Dans le cadre de la Convention européenne du paysage entrée en vigueur en France le 1er juillet 2006, renforcée par la loi du 8 août 2016 pour la reconquête de la biodiversité, de la nature et des paysages, un atlas des paysages de la Dordogne a été élaboré sous maîtrise d’ouvrage de l’État et publié en octobre 2020. Les paysages du département s'organisent en huit unités paysagères et 14 sous-unités. La commune fait partie du Périgord central, un paysage vallonné, aux horizons limités par de nombreux bois, plus ou moins denses, parsemés de prairies et de petits champs.
La superficie cadastrale de la commune publiée par l'Insee, qui sert de référence dans toutes les statistiques, est de 16,07 km2,,. La superficie géographique, issue de la BD Topo, composante du Référentiel à grande échelle produit par l'IGN, est quant à elle de 16,15 km2.

### Hydrographie

#### Réseau hydrographique
La commune est située dans le bassin de la Dordogne au sein du Bassin Adour-Garonne. Elle est drainée par la Crempse, le Roy, le Brésil, le ruisseau de la Chapelle et par un petit cours d'eau, qui constituent un réseau hydrographique de 11 km de longueur totale,.
La Crempse, d'une longueur totale de 26,22 km, prend sa source à Beauregard-et-Bassac et se jette dans l'Isle en rive gauche à Mussidan, face à Saint-Front-de-Pradoux,. Elle traverse la commune de l'est au nord-ouest sur plus de trois kilomètres et demi dont près de trois kilomètres servent de limite naturelle, en deux tronçons, face à Montagnac-la-Crempse et Saint-Hilaire-d'Estissac.
Deux de ses affluents de rive droite bordent le territoire communal au nord-est : le Brésil sur plus d'un kilomètre et demi face à Montagnac-la-Crempse, et le Roy sur deux kilomètres en limite de Saint-Hilaire-d'Estissac.
Affluent de rive gauche de la Crempse, le ruisseau de la Chapelle prend sa source dans l'ouest de la commune qu'il arrose sur 800 mètres.

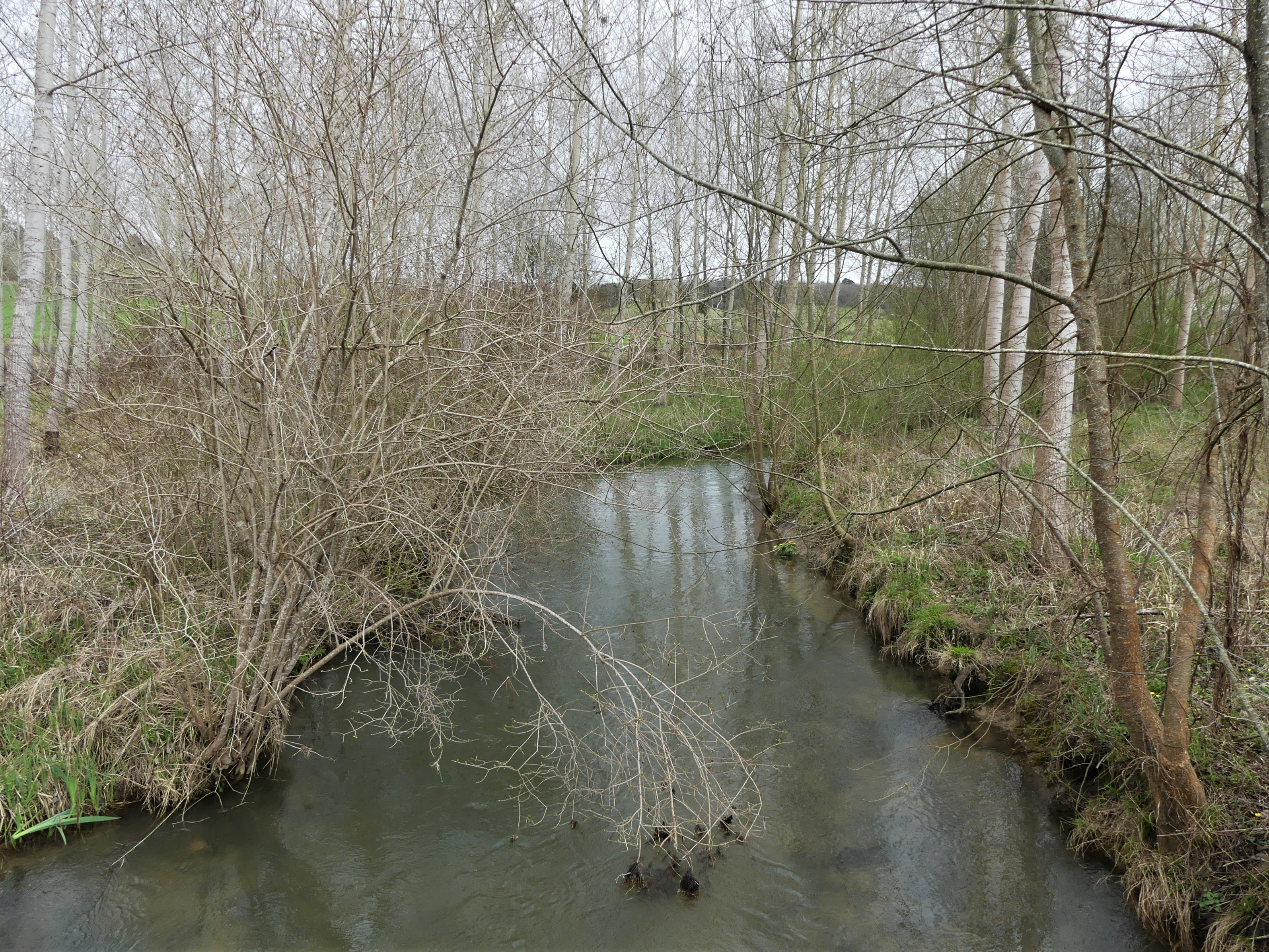
La Crempse au sud du lieu-dit Goiran, en limite de Saint-Hilaire-d'Estissac (à gauche) et Beleymas.
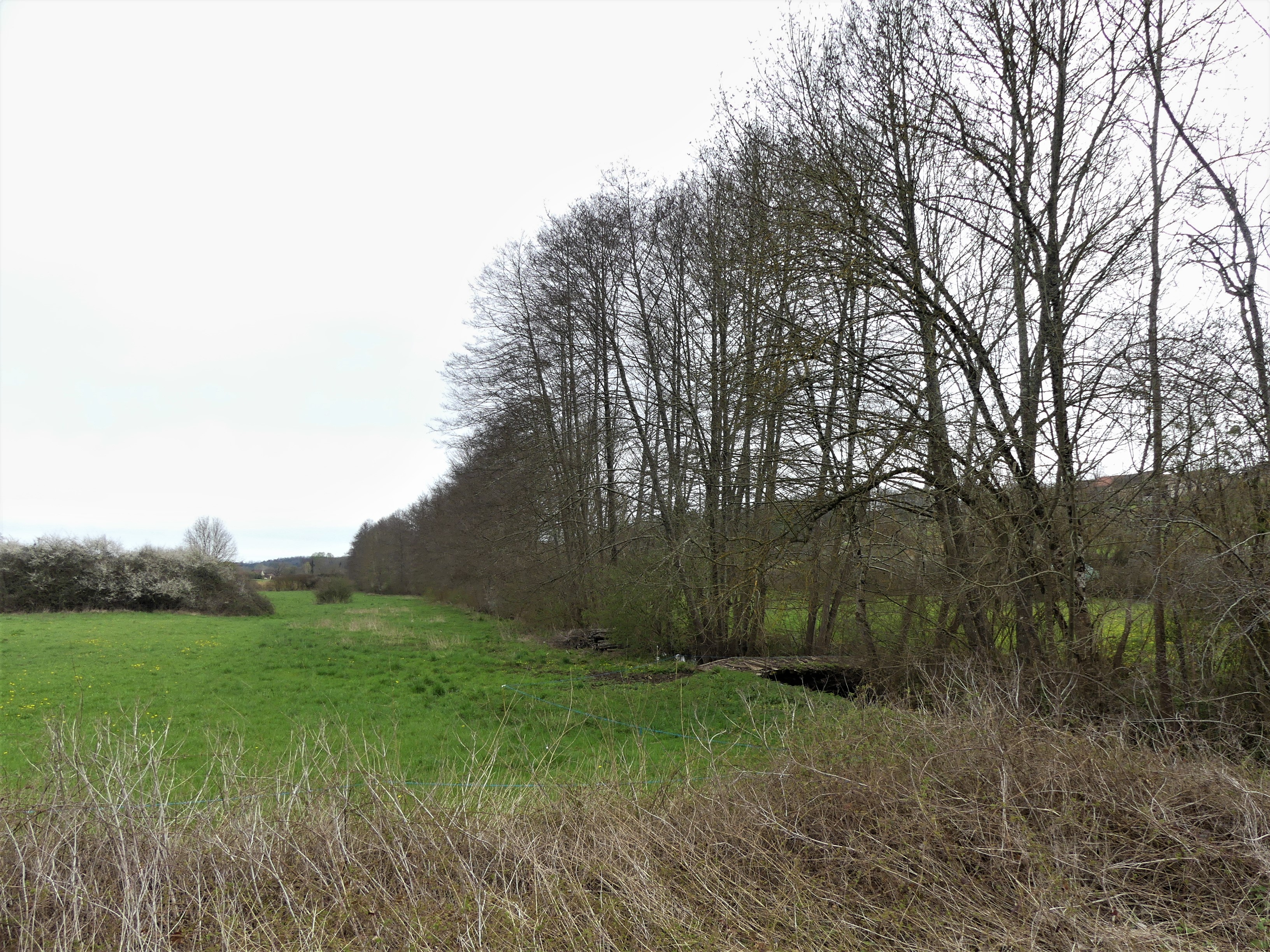
La vallée de la Crempse au nord du lieu-dit la Garnerie.
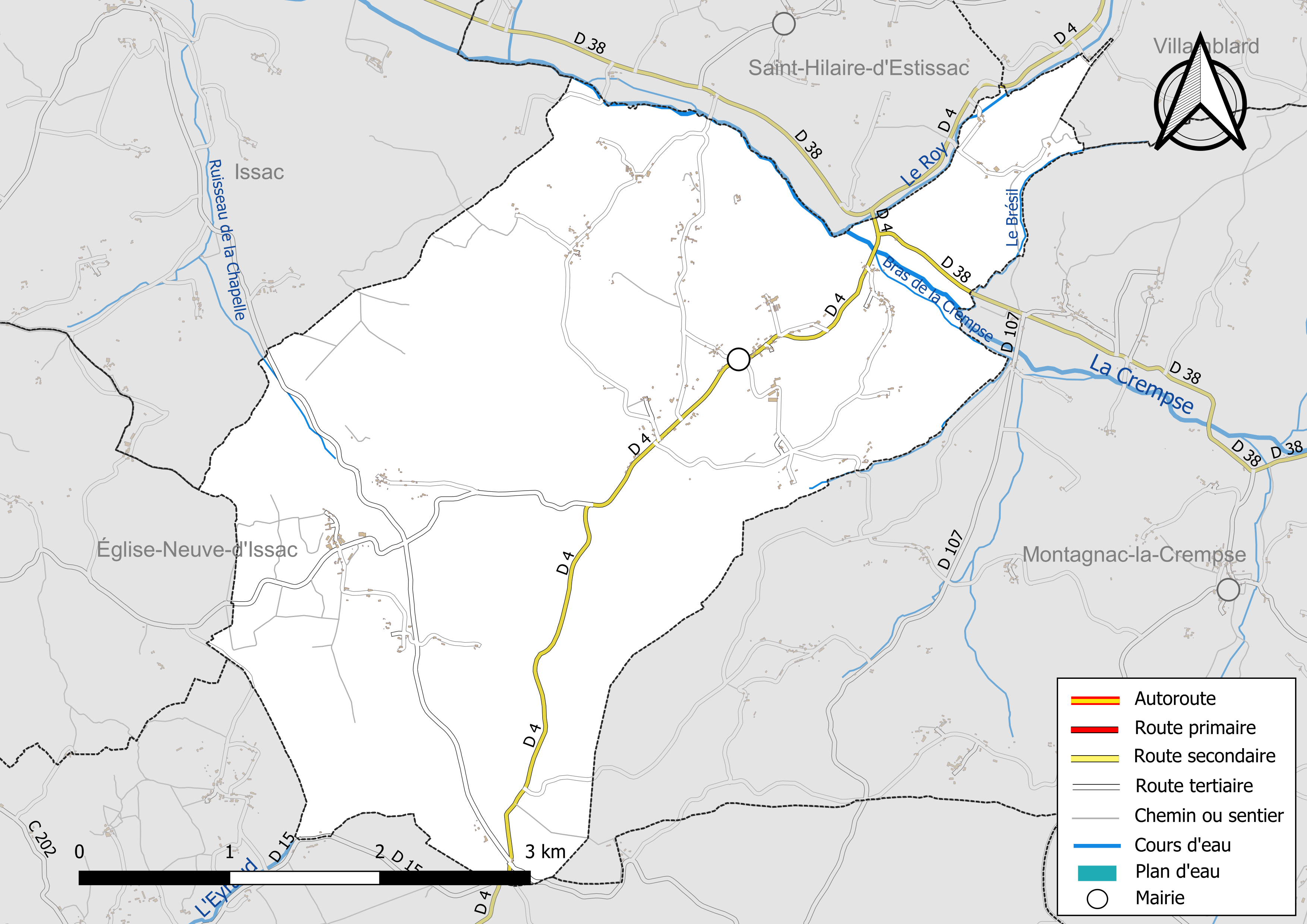
Réseaux hydrographique et routier de Beleymas.
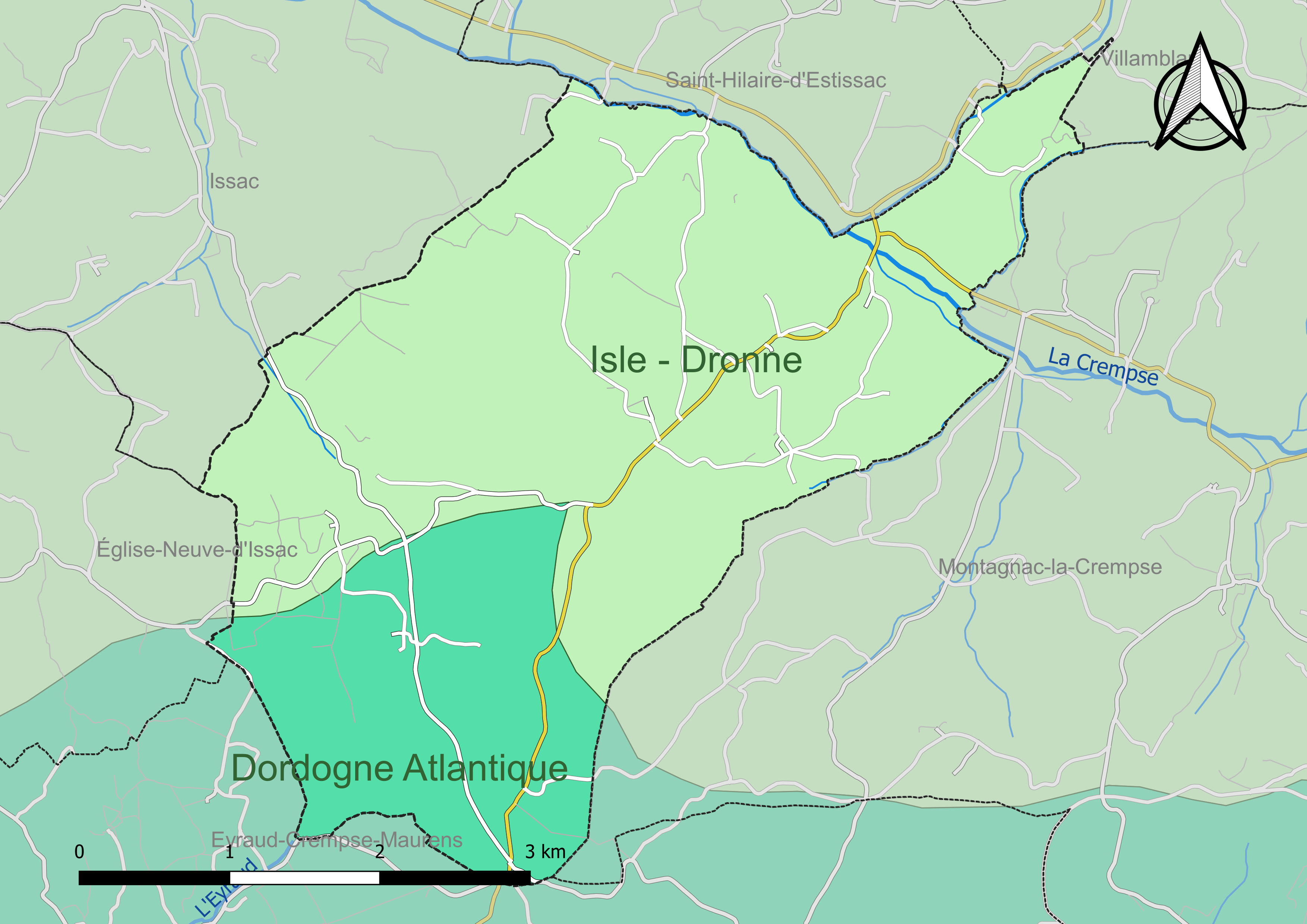
Carte des schémas d'aménagement et de gestion des eaux (SAGE) couvrant le territoire communal de Beleymas.

#### Gestion et qualité des eaux
Le territoire communal est couvert par les schémas d'aménagement et de gestion des eaux (SAGE) « Dordogne Atlantique » et « Isle - Dronne ». Le SAGE « Dordogne Atlantique », dont le territoire correspond au sous‐bassin le plus aval du bassin versant de la Dordogne (aval de la confluence Dordogne - Vézère)., d'une superficie de 2 700 km2 est en cours d'élaboration. La structure porteuse de l'élaboration et de la mise en œuvre est l'établissement public territorial de bassin de la Dordogne (EPIDOR). Le SAGE « Isle - Dronne », dont le territoire regroupe les bassins versants de l'Isle et de la Dronne, d'une superficie de 7 500 km2, a été approuvé le 2 août 2021. La structure porteuse de l'élaboration et de la mise en œuvre est également l'EPIDOR. Ils définissent chacun sur leur territoire les objectifs généraux d’utilisation, de mise en valeur et de protection quantitative et qualitative des ressources en eau superficielle et souterraine, en respect des objectifs de qualité définis dans le troisième SDAGE  du Bassin Adour-Garonne qui couvre la période 2022-2027, approuvé le 10 mars 2022.
La majeure partie du territoire communal dépennd au SAGE Isle Dronne, une partie sud de moins de 25 % étant rattachée au SAGE Dordogne Atlantique.
La qualité des eaux de baignade et des cours d’eau peut être consultée sur un site dédié géré par les agences de l’eau et l’Agence française pour la biodiversité.

### Climat
Pour des articles plus généraux, voir Climat de la Nouvelle-Aquitaine et Climat de la Dordogne.
Historiquement, la commune est exposée à un climat océanique aquitain.  
En 2020, Météo-France publie une typologie des climats de la France métropolitaine dans laquelle la commune est dans une zone de transition entre le climat océanique et le climat océanique altéré et est dans la région climatique  Aquitaine, Gascogne, caractérisée par une pluviométrie abondante au printemps, modérée en automne, un faible ensoleillement au printemps, un été chaud (19,5 °C), des vents faibles, des brouillards fréquents en automne et en hiver et des orages fréquents en été (15 à 20 jours).
Pour la période 1971-2000, la température annuelle moyenne est de 12,5 °C, avec  une amplitude thermique annuelle de 15,1 °C. Le cumul annuel moyen de précipitations est de 886 mm, avec 12,2 jours de précipitations en janvier et 6,8 jours en juillet. Pour la période 1991-2020, la température moyenne annuelle observée sur la station météorologique la plus proche, située sur la commune de Bergerac à 16 km à vol d'oiseau, est de 13,2 °C et le cumul annuel moyen de précipitations est de 792,9 mm,. Pour l'avenir, les paramètres climatiques de la commune estimés pour 2050 selon différents scénarios d’émission de gaz à effet de serre sont consultables sur un site dédié publié par Météo-France en novembre 2022.

## Urbanisme

### Typologie
Au 1er janvier 2024, Beleymas est catégorisée commune rurale à habitat très dispersé, selon la nouvelle grille communale de densité à 7 niveaux définie par l'Insee en 2022.
Elle est située hors unité urbaine. Par ailleurs la commune fait partie de l'aire d'attraction de Bergerac, dont elle est une commune de la couronne,. Cette aire, qui regroupe 73 communes, est catégorisée dans les aires de 50 000 à moins de 200 000 habitants,.

### Occupation des sols
L'occupation des sols de la commune, telle qu'elle ressort de la base de données européenne d’occupation biophysique des sols Corine Land Cover (CLC), est marquée par l'importance des forêts et milieux semi-naturels (68,3 % en 2018), en augmentation par rapport à 1990 (67,4 %). La répartition détaillée en 2018 est la suivante : 
forêts (60 %), zones agricoles hétérogènes (25,3 %), milieux à végétation arbustive et/ou herbacée (8,3 %), prairies (5,7 %), terres arables (0,7 %). L'évolution de l’occupation des sols de la commune et de ses infrastructures peut être observée sur les différentes représentations cartographiques du territoire : la carte de Cassini (XVIIIe siècle), la carte d'état-major (1820-1866) et les cartes ou photos aériennes de l'IGN pour la période actuelle (1950 à aujourd'hui).

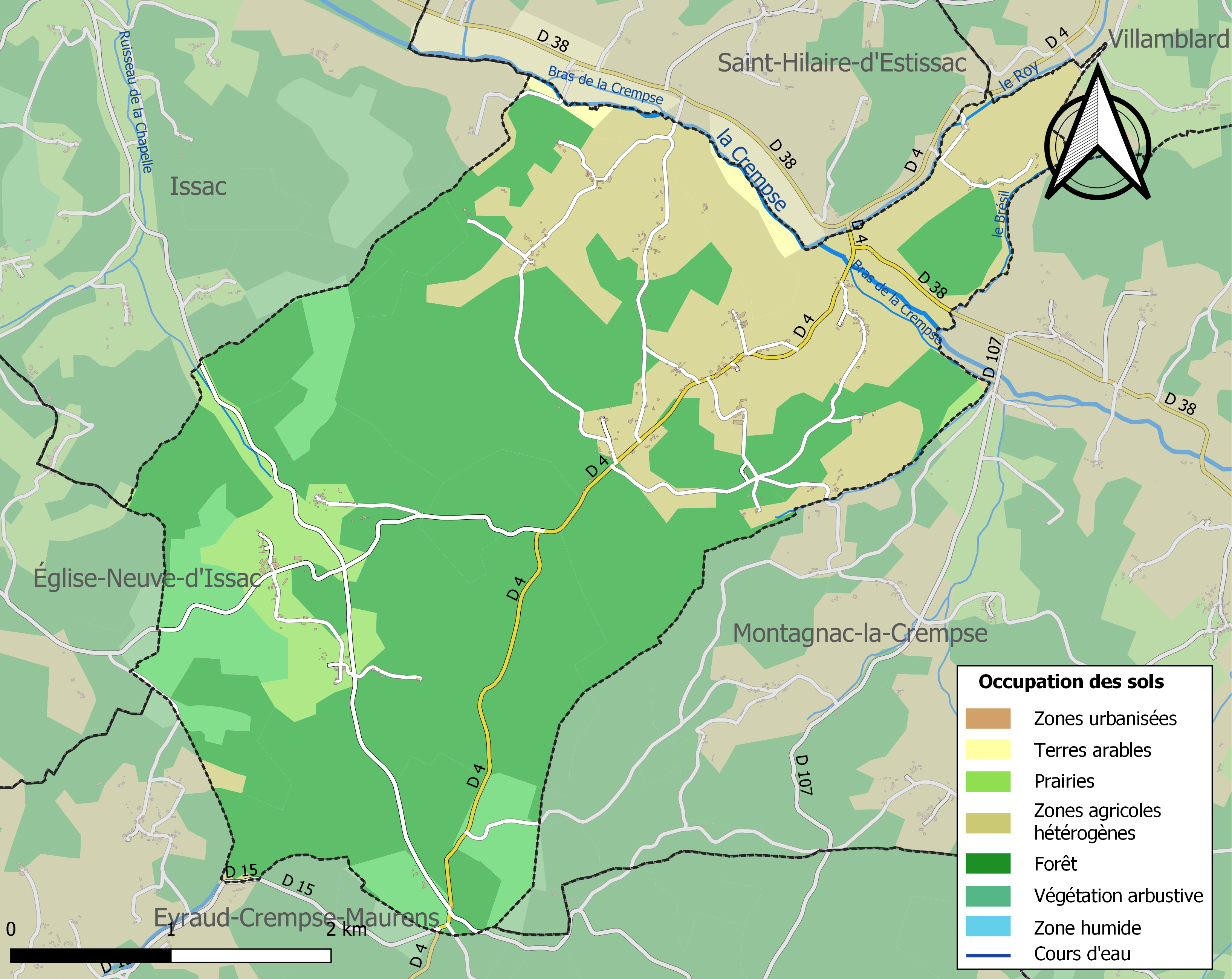
Carte des infrastructures et de l'occupation des sols de la commune en 2018 (CLC).

### Villages, hameaux et lieux-dits
Outre le bourg de Beleymas proprement dit, le territoire se compose d'autres villages ou hameaux, ainsi que de lieux-dits :
- les Banères
- Bas Gammareix
- les Bélaudias
- le Bourdil
- les Bouyges
- les Bouyges de Chabinel
- Branlebrune
- Chabinel
- Châteauvert
- Cros de la Carveyre
- les Croses du Tacan
- le Débat
- les Églises Enfoncées
- la Fargue
- Ferrus
- les Feyrauds
- Frais Vallon
- Gammareix
- la Garnerie
- les Gironies
- le Grand Taillis
- Haut Gammareix
- l'Homme Mort
- Lagudal
- le Laquin
- Maison Basse
- la Maison Neuve
- Melon
- le Moulin de Galaye
- Parrouty
- aux Paysans
- le Peloux
- Peyrelevade
- Pinière des Gravots
- les Pradelles
- le Puy
- la Raboutie
- la Rebière
- la Réjaude
- les Reygeauds
- les Roquettes
- les Roussilloux
- le Terme
- Terre Molle
- le Trou du Loup.

### Prévention des risques
Le territoire de la commune de Beleymas est vulnérable à différents aléas naturels : météorologiques (tempête, orage, neige, grand froid, canicule ou sécheresse), feux de forêts, mouvements de terrains et séisme (sismicité très faible). Un site publié par le BRGM permet d'évaluer simplement et rapidement les risques d'un bien localisé soit par son adresse soit par le numéro de sa parcelle.
Beleymas est exposée au risque de feu de forêt. L’arrêté préfectoral du 14 mars 2013 fixe les conditions de pratique des incinérations et de brûlage dans un objectif de réduire le risque de départs d’incendie. À ce titre, des périodes sont déterminées : interdiction totale du 15 février au 15 mai et du 15 juin au 15 octobre, utilisation réglementée du 16 mai au 14 juin et du 16 octobre au 14 février. En septembre 2020, un plan inter-départemental de protection des forêts contre les incendies (PidPFCI) a été adopté pour la période 2019-2029,.

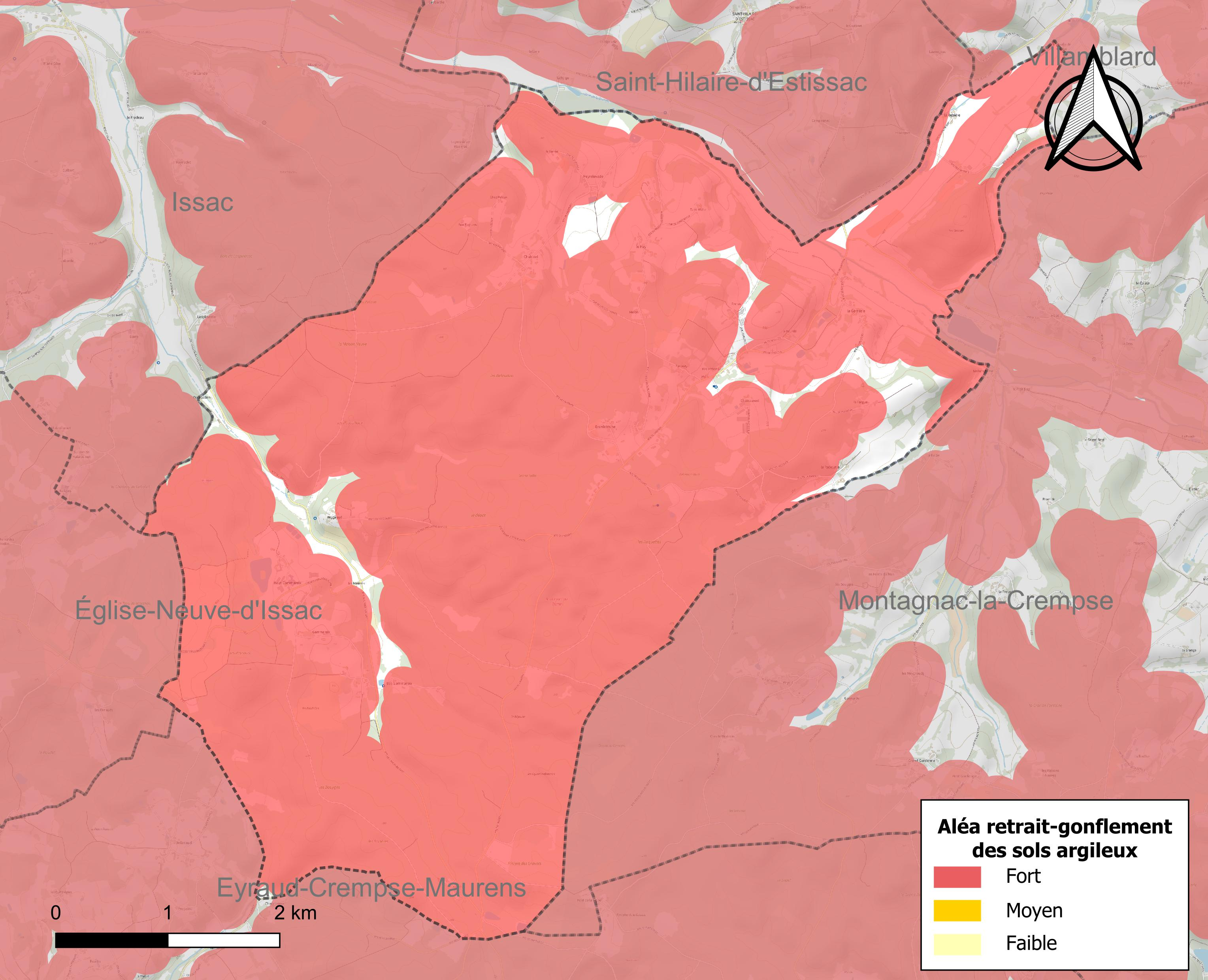
Carte des zones d'aléa retrait-gonflement des sols argileux de Beleymas.

Les mouvements de terrains susceptibles de se produire sur la commune sont des tassements différentiels. Le retrait-gonflement des sols argileux est susceptible d'engendrer des dommages importants aux bâtiments en cas d’alternance de périodes de sécheresse et de pluie. 93,7 % de la superficie communale est en aléa moyen ou fort (58,6 % au niveau départemental et 48,5 % au niveau national métropolitain). Depuis le 1er octobre 2020, en application de la loi ÉLAN, différentes contraintes s'imposent aux vendeurs, maîtres d'ouvrages ou constructeurs de biens situés dans une zone classée en aléa moyen ou fort,.
La commune a été reconnue en état de catastrophe naturelle au titre des dommages causés par les inondations et coulées de boue survenues en 1982, 1983 et 1999, par la sécheresse en 2011 et par des mouvements de terrain en 1999.

## Toponymie
Les premières mentions écrites connues du lieu datent de 1268 (Belemas) puis de 1310 (Bellesmas). Le nom est dérivé de Belisama, déesse gauloise du feu et des forges,. Sur la carte de Cassini représentant la France entre 1756 et 1789, le village est identifié sous le nom de Belleymas.
En occitan, la commune porte le nom de Belesmas.

## Histoire

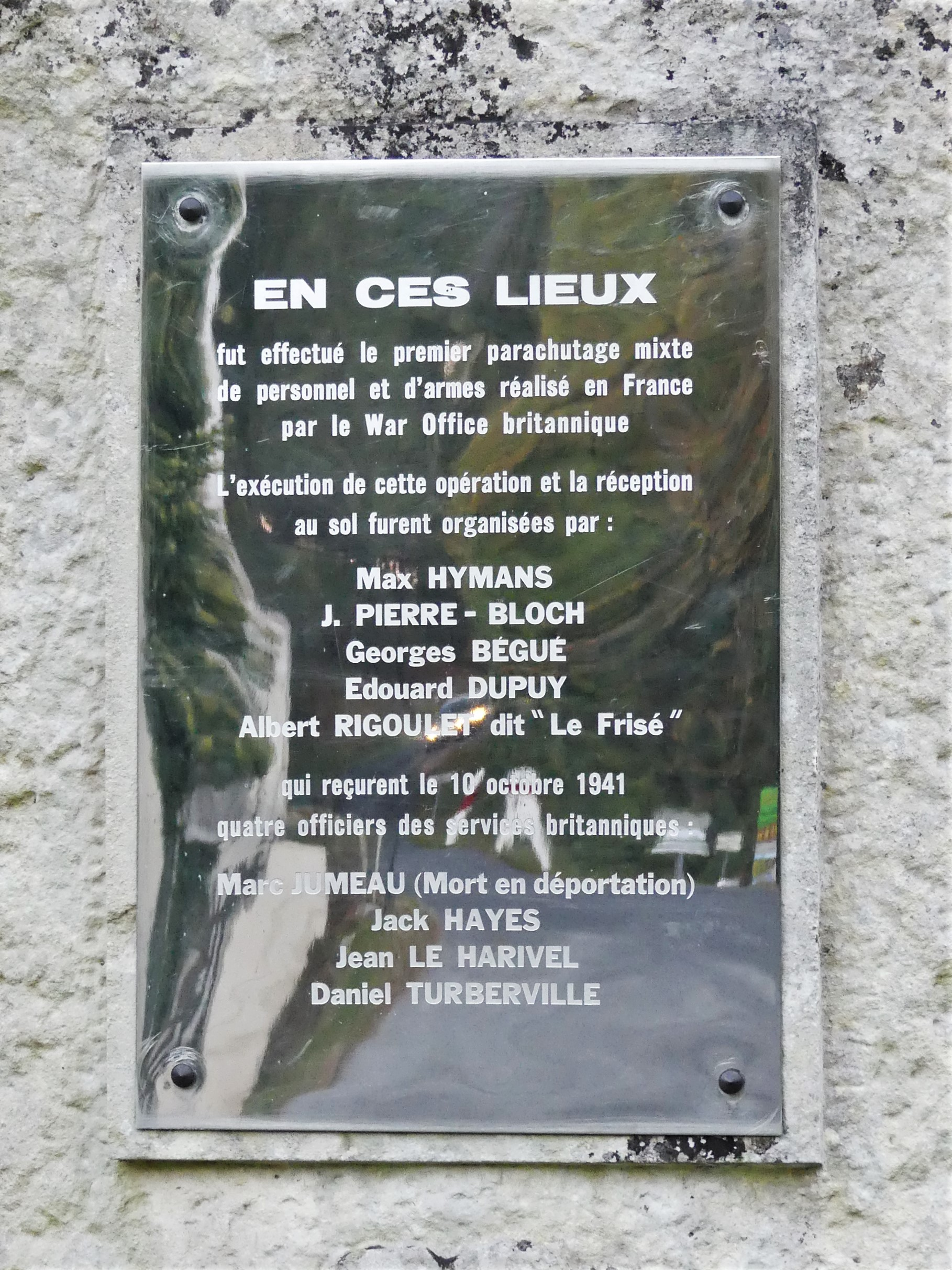
Plaque de la stèle de Lagudal.

Des traces d'occupation gallo-romaine ont été mises au jour sur le territoire communal. En 1220, le Castrum de Montis Alti (château de Montaut dont les ruines sont également connues sous les noms de « château Lascaud-de-Sales » ou « les Cotes-Sales ») était le « siège d'une châtellenie de cinq paroisses ».
La bastide de Saint-Barthélémy-de-Goyran fut fondée en 1316 pour le roi d'Angleterre Édouard II. Elle ne se développa pas et disparut à la fin du XVe siècle. Bâtie à proximité de la confluence du Roy avec la Crempse, différents auteurs la situent à Beleymas, Saint-Hilaire-d'Estissac, ou encore Villamblard.
Dans la nuit du 10 au 11 octobre 1941 eut lieu le premier parachutage combiné d'agents (au nombre de quatre) et d'armes (deux conteneurs) en France. Organisé pour le compte du SOE section F, l'opération avait pour nom de code « Corsican ». Le lieu avait été choisi par Jean Pierre-Bloch au voisinage de sa propriété de Villamblard. Le parachutage eut lieu sur le territoire de la commune de Beleymas, au lieu-dit Lagudal.

## Politique et administration

### Rattachements administratifs et électoraux
Dès 1790, la commune de Beleymas est rattachée au canton de Montagnac qui dépend du district de Bergerac jusqu'en 1795, date de suppression des districts. En 1801, le canton est rattaché à l'arrondissement de Bergerac. Le canton de Montagnac est ensuite renommé en canton de Villamblard l'année suivante, à la suite du transfert du chef-lieu de canton depuis Montagnac vers Villamblard.
Dans le cadre de la réforme de 2014 définie par le décret du 21 février 2014, ce canton disparaît aux élections départementales de mars 2015. La commune est alors rattachée électoralement au canton du Périgord central.
En 2017, Beleymas est rattachée à l'arrondissement de Périgueux,.

### Intercommunalité
Fin 2001, Beleymas intègre dès sa création la communauté de communes du Pays de Villamblard. Celle-ci disparaît au 31 décembre 2016, remplacée au 1er janvier 2017 par la communauté de communes Isle et Crempse en Périgord.

### Administration municipale
La population de la commune étant comprise entre 100 et 499 habitants au recensement de 2017, onze conseillers municipaux ont été élus en 2020,.

### Liste des maires

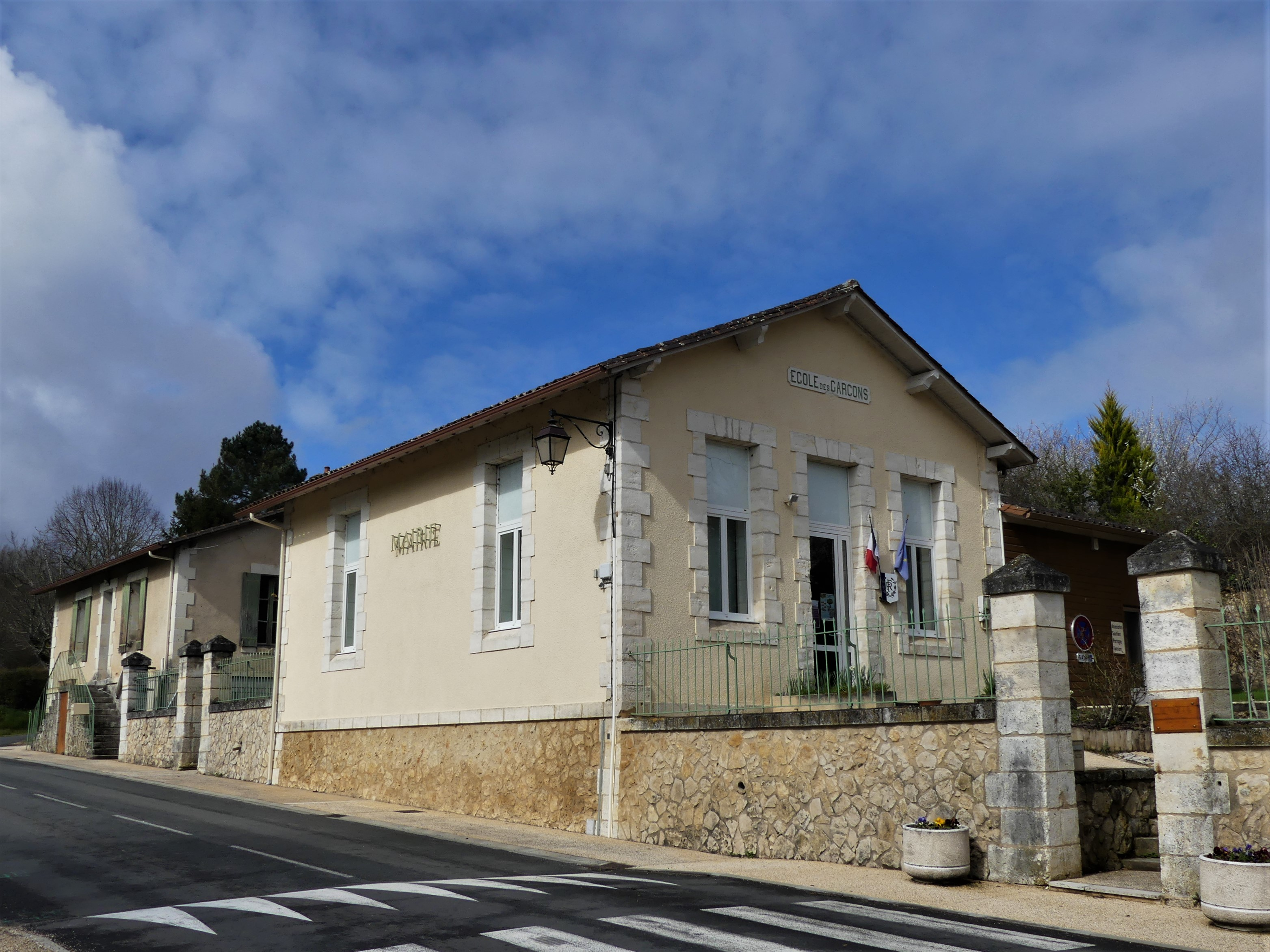
La mairie en 2018 (ancienne école de garçons).

| Période                                  | Période  | Identité       | Étiquette | Qualité     |
| ---------------------------------------- | -------- | -------------- | --------- | ----------- |
| Les données manquantes sont à compléter. |          |                |           |             |
|                                          |          |                |           |             |
|                                          | 2001     | Guy Monset     |           |             |
| mars 2001                                | mai 2020 | Bernard Denoix | SE        | Agriculteur |
| mai 2020                                 | En cours | Joseph Ruiz    |           |             |

### Juridictions
Dans le domaine judiciaire, Beleymas relève : 
- du tribunal judiciaire, du tribunal pour enfants, du conseil de prud'hommes, du tribunal de commerce et du tribunal paritaire des baux ruraux de Bergerac ;
- de la cour d'appel de Bordeaux.

## Population et société

### Démographie
Les habitants de Beleymas se nomment les Beleymacois.
L'évolution du nombre d'habitants est connue à travers les recensements de la population effectués dans la commune depuis 1793. Pour les communes de moins de 10 000 habitants, une enquête de recensement portant sur toute la population est réalisée tous les cinq ans, les populations de référence des années intermédiaires étant quant à elles estimées par interpolation ou extrapolation. Pour la commune, le premier recensement exhaustif entrant dans le cadre du nouveau dispositif a été réalisé en 2008.

En 2022, la commune comptait 281 habitants, en évolution de +1,44 % par rapport à 2016 (Dordogne : +0,37 %, France hors Mayotte : +2,11 %).
| 1793 | 1800 | 1806 | 1821 | 1831 | 1836 | 1841 | 1846 | 1851 |
| ---- | ---- | ---- | ---- | ---- | ---- | ---- | ---- | ---- |
| 545  | 524  | 522  | 554  | 593  | 560  | 557  | 539  | 572  |

| 1856 | 1861 | 1866 | 1872 | 1876 | 1881 | 1886 | 1891 | 1896 |
| ---- | ---- | ---- | ---- | ---- | ---- | ---- | ---- | ---- |
| 602  | 561  | 556  | 502  | 510  | 455  | 463  | 409  | 401  |

| 1901 | 1906 | 1911 | 1921 | 1926 | 1931 | 1936 | 1946 | 1954 |
| ---- | ---- | ---- | ---- | ---- | ---- | ---- | ---- | ---- |
| 387  | 368  | 323  | 293  | 289  | 280  | 274  | 238  | 231  |

| 1962 | 1968 | 1975 | 1982 | 1990 | 1999 | 2006 | 2008 | 2013 |
| ---- | ---- | ---- | ---- | ---- | ---- | ---- | ---- | ---- |
| 244  | 207  | 193  | 215  | 206  | 224  | 241  | 245  | 274  |

| 2018 | 2022 | - | - | - | - | - | - | - |
| ---- | ---- | - | - | - | - | - | - | - |
| 272  | 281  | - | - | - | - | - | - | - |

## Économie

### Emploi
En 2015, parmi la population communale comprise entre 15 et 64 ans, les actifs représentent 130 personnes, soit 46,6 % de la population municipale. Le nombre de chômeurs (treize) a augmenté par rapport à 2010 (sept) et le taux de chômage de cette population active s'établit à 10,2 %.

### Établissements
Au 31 décembre 2015, la commune compte vingt-sept établissements, dont neuf au niveau des commerces, transports ou services, six dans l'agriculture, la sylviculture ou la pêche, cinq dans la construction, cinq relatifs au secteur administratif, à l'enseignement, à la santé ou à l'action sociale, et deux dans l'industrie.

### Entreprises
Dans le secteur agroalimentaire, parmi les entreprises dont le siège social est en Dordogne, l'« Établissement Boyer » (fabrication d'aliments pour animaux de compagnie) situé à Beleymas se classe en 49e position quant au chiffre d'affaires hors taxes en 2015-2016, avec 1 236 k€.

## Culture locale et patrimoine

### Lieux et monuments
- Au lieu-dit Lagudal, une plaque commémore le parachutage clandestin du 10-11 octobre 1941 évoqué dans la section Histoire.
- Château de Gamareix (ou Gammareix) du XVIIe siècle ou est né le géographe Pierre de Belleyme[66].
- La chartreuse de la Garnerie intègre au XVIIe siècle des éléments d'un repaire précédent[67],[68].
- L'église Saint-Martin mentionnée en 1655 sous la forme S. Martinus de Beleymis[69], dont le clocher-mur date du XVIIe siècle, recèle un ensemble mobilier du XVIIe siècle provenant de l'ancien couvent de la Visitation de Périgueux. Inscrit en 1994 au titre des monuments historiques, cet ensemble se compose du maître-autel[70], du tabernacle[71] et de trois éléments de retable répartis dans le chœur[72], dans la chapelle nord[73] et dans la chapelle sud[74]. L'ensemble du retable étant trop imposant pour la petite église, deux panneaux ont été vendus au début du XIXe siècle par le curé de Beleymas à son confrère de Montagnac-la-Crempse[75]. Les vitraux ont été réalisés par trois peintres verriers : Jean Besseyrias pour la nef, Louis-Victor Gesta pour le chœur et Achille Perrier en 1890 pour le transept.

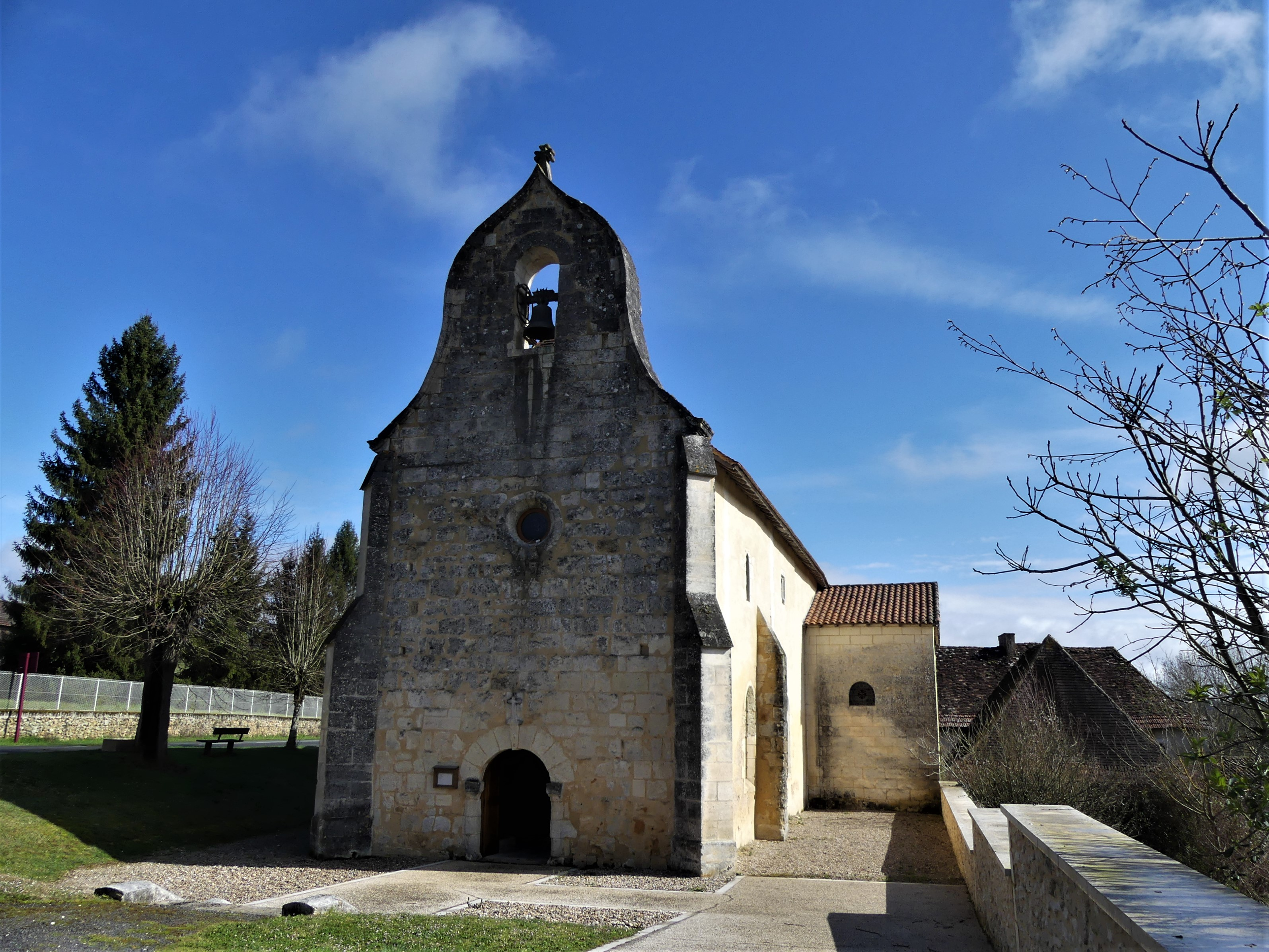
L'église Saint-Martin.
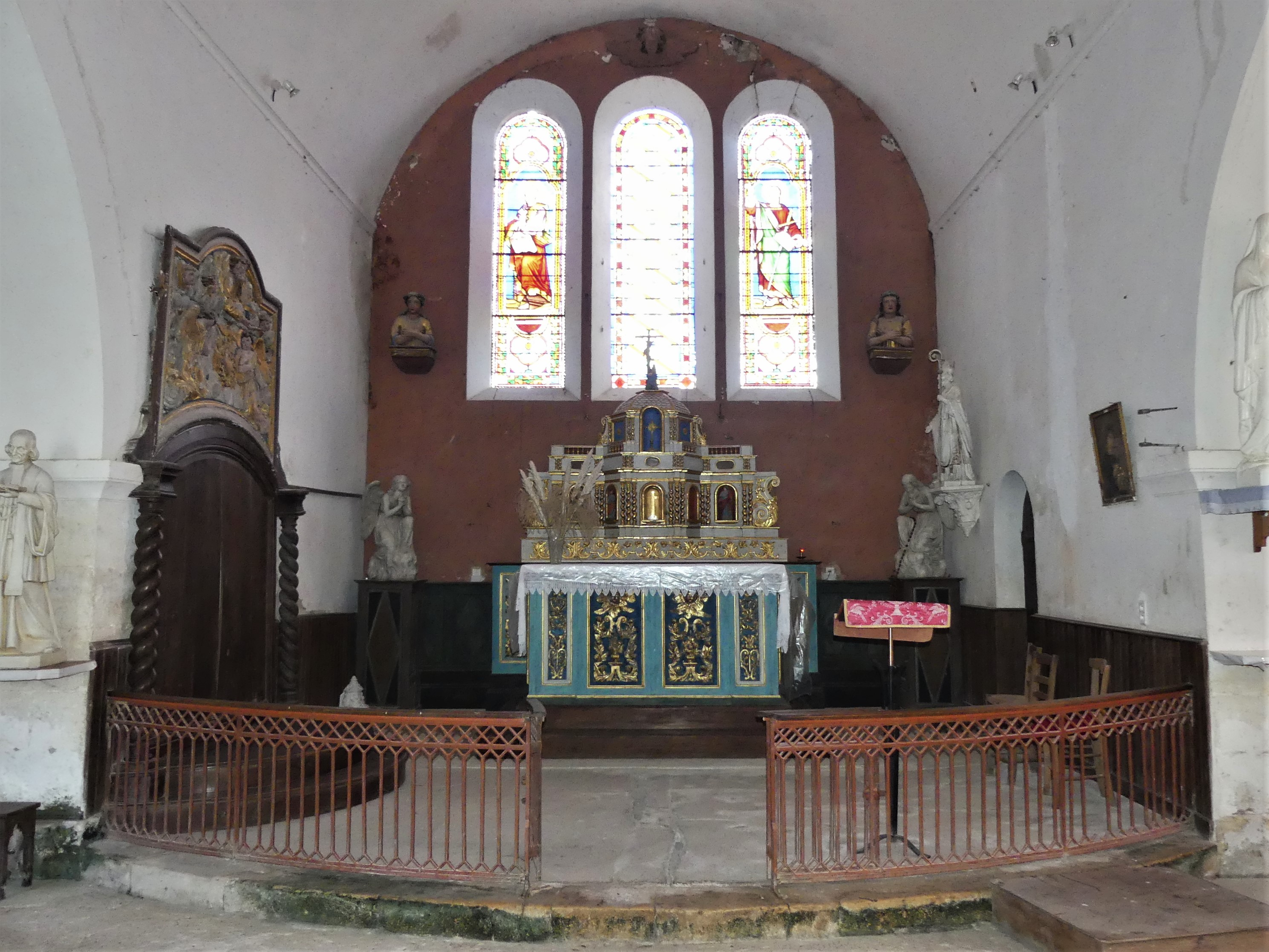
Son chœur.
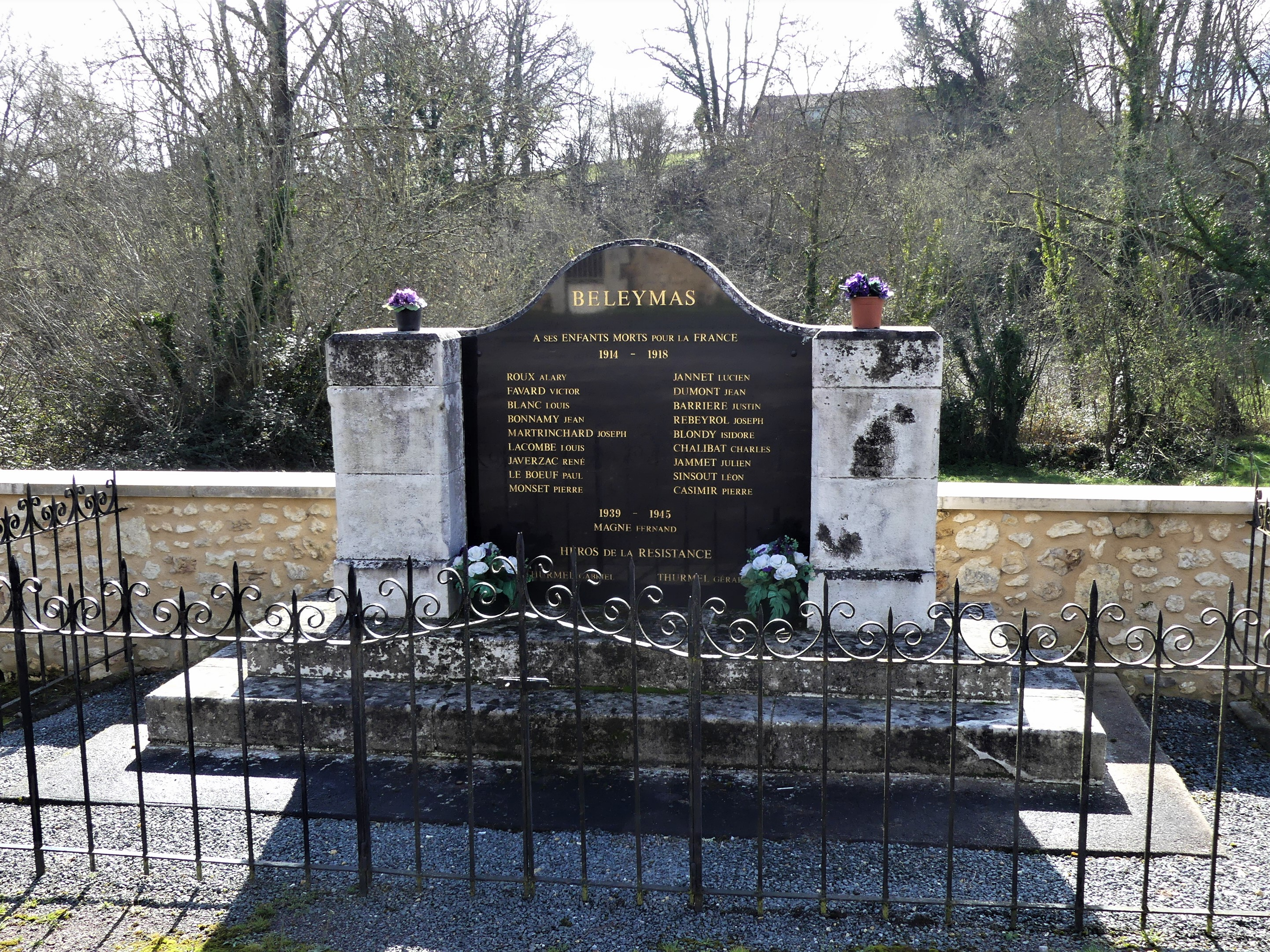
Le monument aux morts.
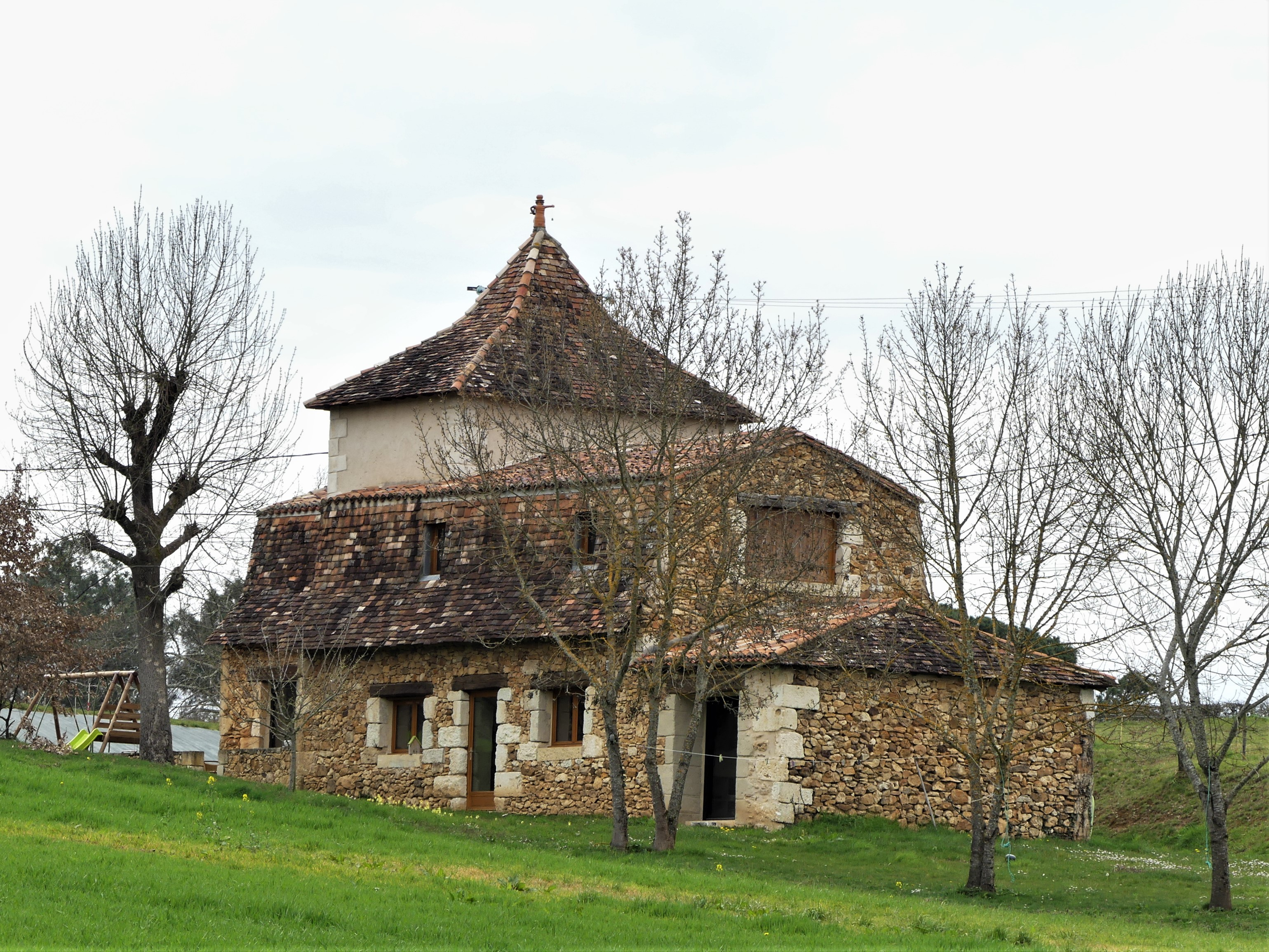
Maison près du lieu-dit Branlebrune.
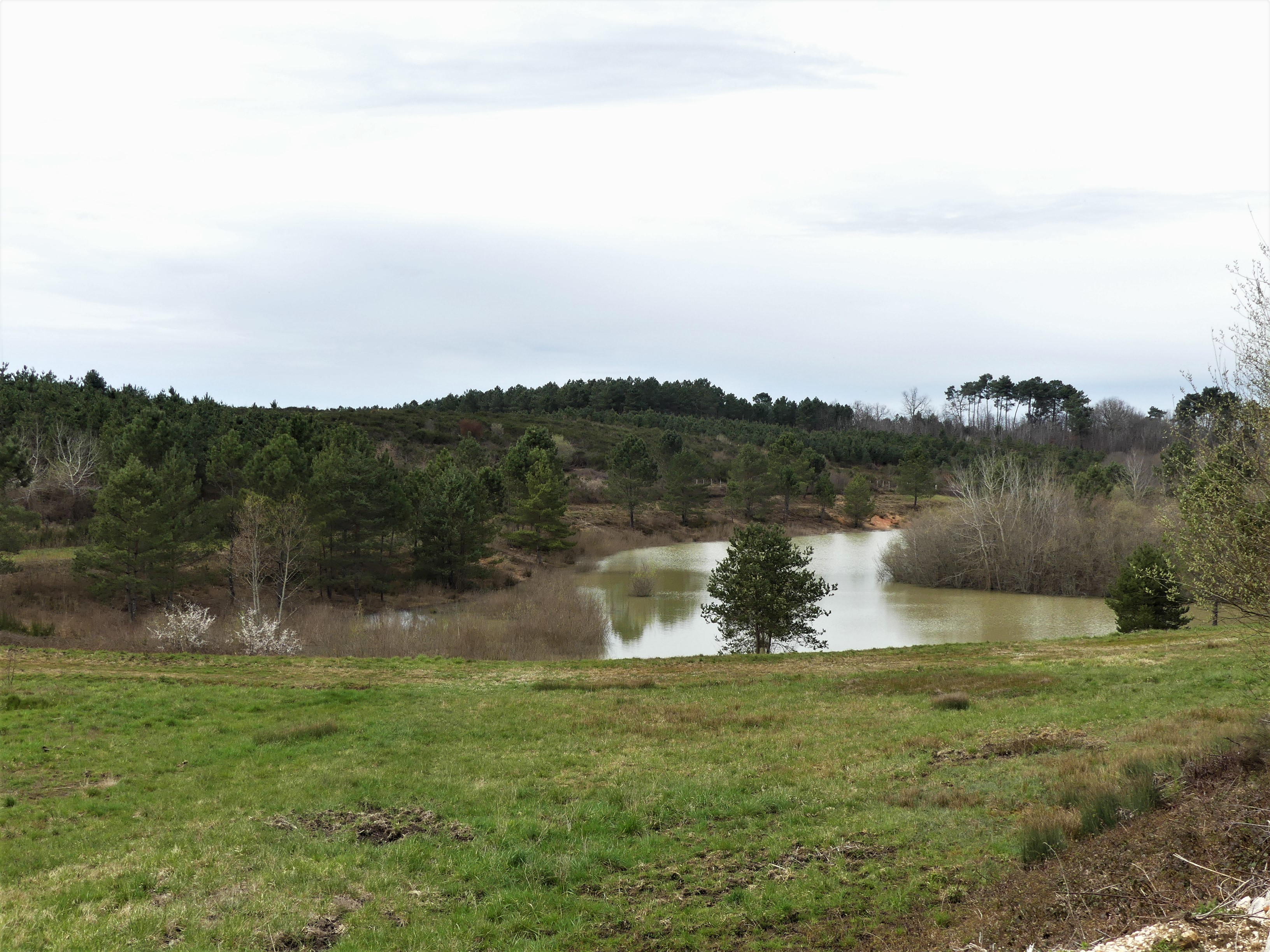
Étang au lieu-dit Haut-Gammareix.

### Patrimoine naturel
Une petite partie du territoire communal est protégée par une zone naturelle d'intérêt écologique, faunistique et floristique (ZNIEFF) de type I.
La tourbière du Laquin est une tourbière haute qui s'est formée dans une doline,. Il s'y trouve plusieurs espèces typiques de plantes à statut réglementé : sept espèces de mousses dont six de sphaignes, et la droséra à feuilles rondes, une plante carnivore.

### Personnalités liées à la commune

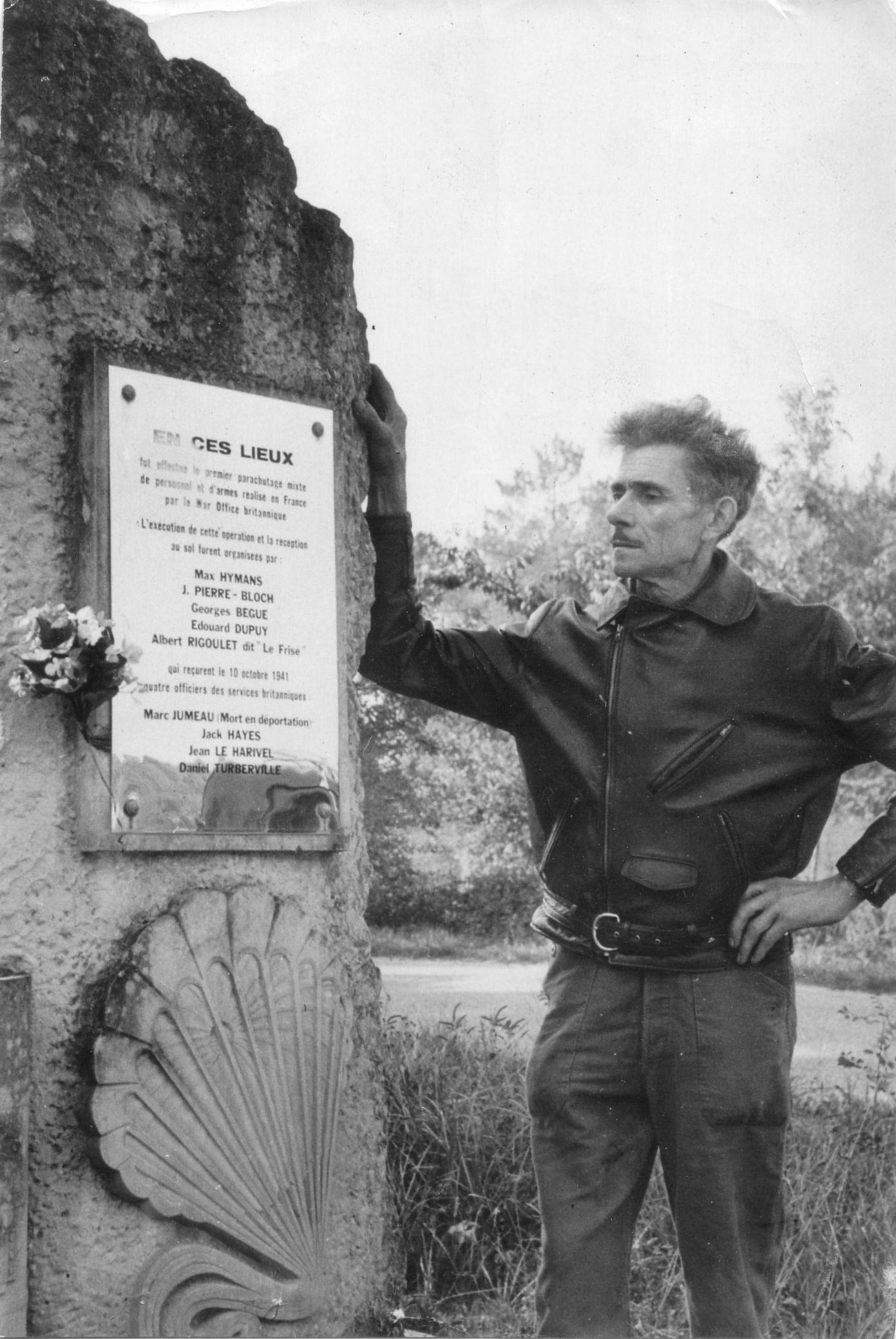
Monument érigé à Beleymas.
À droite, Albert Rigoulet, dit « Le Frisé ».

Les personnalités liées au parachutage du 10 octobre 1941 (voir section Histoire) sont :
- les agents secrets SOE parachutés, en provenance d'Angleterre, constituant la mission « Corsican » :
  - Clément Marc Jumeau,
  - Jack Hayes,
  - Jean Le Harivel,
  - Daniel Turberville.
- les organisateurs :
  - Max Hymans « Frédéric », à l'origine de l'opération,
  - Georges Bégué « Georges I », l'opérateur radio qui a assuré les liaisons radiotélégraphiques avec Londres,
- les membres du comité de réception :
  - Jean Pierre-Bloch « Gabriel », qui a choisi le terrain près de sa propriété de Villamblard,
  - Édouard Dupuy, maire de Villamblard,
  - Albert Rigoulet, dit « Le Frisé ».